# Calle Uyustus
La calle Uyustus, también conocida como Mercado Huyustus, es una calle comercial de la ciudad de La Paz, Bolivia.

## Historia y características
El nombre de la calle es un homenaje al apellido tiwanakota Huyustus. El mercado comenzó a formarse en la década de los años 70, sobre el río Panteón. Actualmente, en esta calle se vende ropa, artículos electrónicos, comida callejera, juguetes, electrodomésticos, maquillaje y material de escritorio, entre otras mercaderías. Es uno de los mercados más importantes de la ciudad de La Paz.  
En Año Nuevo de 2016 hubo un incendio de magnitud en la calle Uyustus; a raíz del fuego, 190 negocios fueron afectados.